# IV wyprawa krzyżowa
IV wyprawa krzyżowa, IV krucjata – wyprawa wojenna, wszczęta w roku 1202. Jej celem było wsparcie zbrojne państw łacińskich na Bliskim Wschodzie, jednak zakończyła się zdobyciem i złupieniem Konstantynopola w 1204 r., a następnie utworzeniem Cesarstwa Łacińskiego, które przetrwało do roku 1261.

## Początek

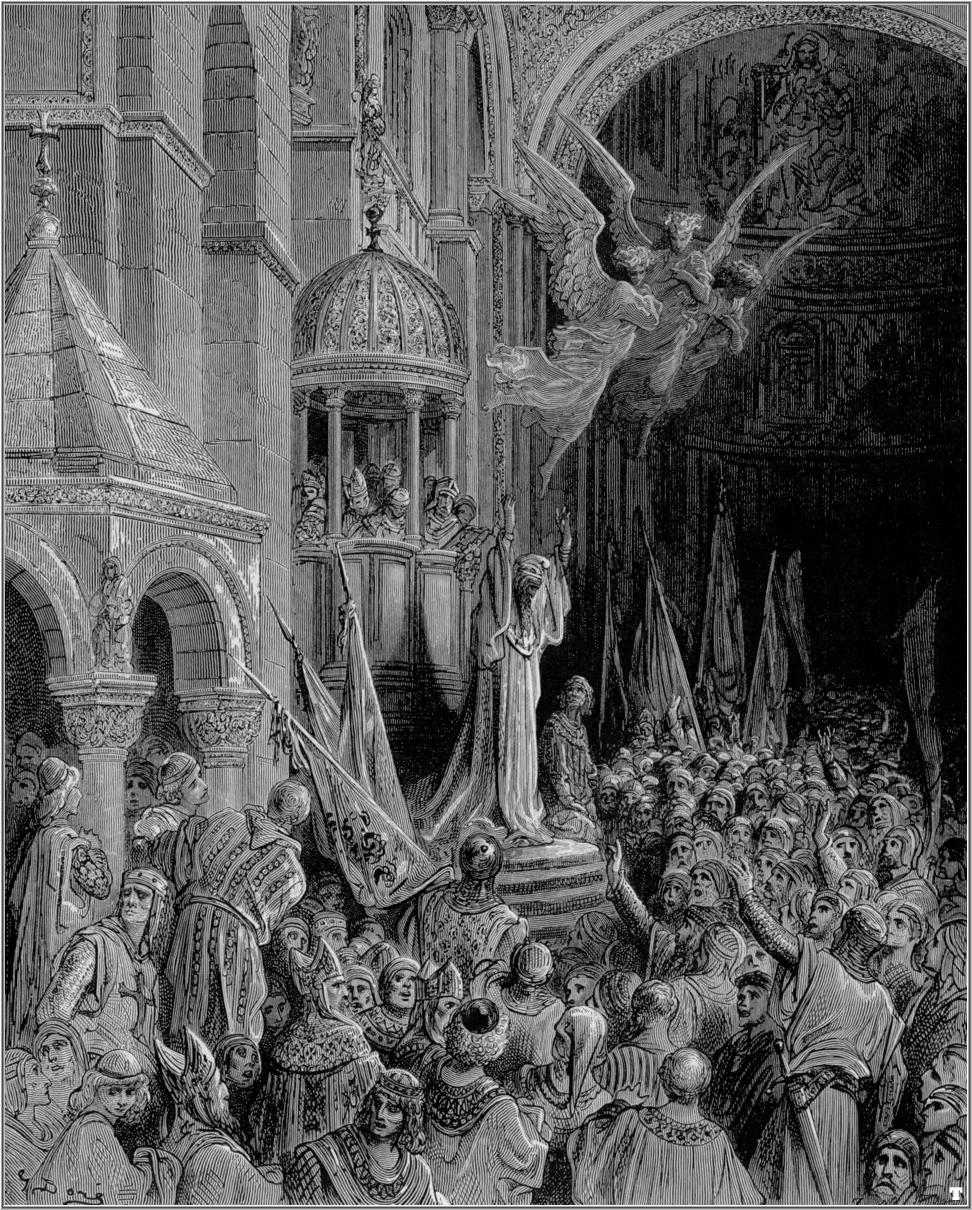
Doża Dandolo przed krzyżowcami

Czwartą krucjatę zaczęto planować pod koniec 1199 roku z inicjatywy papieża Innocentego III. Papież starał się zapewnić pomoc państwom łacińskim w Palestynie, bowiem poprzednia, III krucjata dała rezultaty w najlepszym razie połowiczne i stawało się jasne, że łacinnicy bez dalszej pomocy nie wytrzymają muzułmańskiego nacisku.
Pierwszym organizatorem i przywódcą przyszłej krucjaty został młody hrabia Szampanii – Tybald III. Następnie udział w wyprawie zadeklarowali: Ludwik, hrabia Chartres i Blois, Baldwin z Flandrii, Szymon z Montfort ze swymi braćmi, kasztelan Brugii – Jan z Nesle, hrabia Hugon z Saint-Pol z Pikardii, i hrabia Gotfryd z Perche wraz ze swoimi wasalami. Wśród krzyżowców zabrakło jednak głów koronowanych, nie było również znaczniejszych uczestników poprzednich krucjat lub choćby walk w Palestynie.
Po zjazdach uczestników w Soissons w marcu i w Compiègne w maju 1200 roku zdecydowano, że wyprawa zostanie skierowana do Palestyny drogą morską, a celem pierwszego uderzenia będzie słabo jakoby broniona delta Nilu w Egipcie. W celu ustalenia warunków przewozu wysłano sześciu posłów do Wenecji (pozostałe floty, które mogły wchodzić w rachubę jako przewoźnicy – pizańska i genueńska – właśnie toczyły ze sobą wojnę). W kwietniu 1201 roku Wenecjanie zgodzili się przetransportować wojsko krzyżowe (za cenę wysoką, choć nie wygórowaną) i wystawić 50 własnych okrętów. Datę wypłynięcia ustalono na czerwiec roku 1202.
Zaraz po podpisaniu układu z Wenecją przyszłą krucjatę spotkało pierwsze niepowodzenie - w maju 1201 roku zmarł hrabia Tybald z Szampanii, jej pierwotny przywódca. Dwóch proszonych o to feudałów odmówiło podjęcia przywództwa, dopiero na początku września przyjął ten obowiązek markiz Bonifacy z Montferratu, pochodzący z rodziny znanej już z udziału w poprzednich krucjatach.
Wiosną 1202 roku, gdy rycerstwo krzyżowe poczęło zbierać się w pobliżu Wenecji, pojawiły się pierwsze poważne problemy. W kwietniu zmarł orędownik krucjaty Fulko z Neuilly, w maju - hrabia Gotfryd z Perche, a do Wenecji przybyło niewielu krzyżowców. Rycerze z Flandrii, mający własną flotę, pożeglowali do Palestyny na własną rękę. W efekcie w Wenecji zamiast planowanych 33 tysięcy żołnierzy zgromadziło się tylko 10-12 tysięcy. To przekładało się na niemożność zapłaty - ze zbiórek w sierpniu 1202 roku zgromadzono ledwie jedną trzecią kwoty żądanej przez Wenecjan, którzy w związku z tym zwlekali z transportem.
Szukając wyjścia z nabrzmiewającej konfliktem sytuacji, niewidomy doża Enrico Dandolo zaproponował krzyżowcom odroczenie płatności pozostałej części wynagrodzenia dla Wenecjan w zamian za zdobycie dla Wenecji dalmatyńskiego miasta Zadar (wł. Zara), które wraz z całą Dalmacją należało do Królestwa Węgier. Mimo wielu głosów sprzeciwu - spora część krzyżowców, nawet, jak się wydaje, wódz wyprawy Bonifacy z Montferrat, sprzeciwiała się atakowi na inny kraj chrześcijański – propozycję Wenecjan przyjęto i doża złożył śluby krzyżowe.

## Przebieg

### Zara (Zadar)
Ta część wojska krzyżowego, która zgodziła się spełnić żądanie Wenecjan, wypłynęła z Wenecji 8 października i 10 listopada dotarła na redę portu w Zarze. Tutaj relacje kronikarzy się rozbiegają – Robert de Clari twierdzi, że miasto bez walki poddało się krzyżowcom i Wenecjanom, natomiast Gotfryd z Villehardouin szczegółowo opisał przebieg walk o Zadar. Tak więc, według niego, oblężenie zaczęło się 13, a zakończyło 24 listopada 1202 roku zdobyciem miasta przez krzyżowców i Wenecjan. Atak na Zadar potępił papież, ekskomunikując krzyżowców. Niedługo później, na ich prośbę, udzielił im rozgrzeszenia, ale tylko Frankom - Wenecjanie pozostali ekskomunikowani, co wytworzyło kuriozalną sytuację, w której część krzyżowców była wyłączona z Kościoła.
Uznając ryzyko zimowej żeglugi za zbyt wielkie, zwycięskie wojska pozostały na zimę w Zadarze, natomiast flota flandryjska pod wodzą Jana z Nesle zimowała w Marsylii. Pewna część krzyżowców, pod wodzą Szymona z Montfort, nie zważając na warunki pogodowe, zaaranżowała transport na własną rękę i wkrótce dotarła do Akki.

### Oferta Aleksego Angelosa
Na przełomie lat 1202-1203 do Zary przybyli posłowie króla Niemiec Filipa Szwabskiego. Na naradzie dowódców wyprawy przedstawili przesłanie swego władcy, który nakłaniał krzyżowców do udzielenia pomocy Aleksemu IV Angelosowi, następcy tronu bizantyjskiego.
Aleksy IV Angelos był synem cesarza Bizancjum Izaaka II Angelosa, obalonego w 1195 roku. Po ucieczce z więzienia przez Włochy dotarł na dwór króla Niemiec, którego zdołał przekonać do poparcia swojej sprawy, czyli odzyskania tronu. Aleksy szczodrze szafował obietnicami, przyrzekając podporządkowanie kościoła bizantyjskiego papiestwu i sowite wynagrodzenie w pieniądzu: 100 tysięcy srebrnych marek dla Wenecji za transport krzyżowców i wystawienie 50 własnych okrętów z desantem, 100 tysięcy srebrnych marek dla pozostałych krzyżowców za zdobycie Konstantynopola, utrzymanie przez Bizancjum 10-tysięcznej armii krzyżowej przez rok oraz osobiste sponsorowanie przez Aleksego pięciuset krzyżowców do obrony Palestyny - dożywotnio, a nawet osobisty udział w krucjacie.
Po wielu sporach przywódcy krucjaty przyjęli propozycję Aleksego, to znaczy w zamian za wymienione wyżej korzyści ze strony Aleksego zobowiązali się do zdobycia i przekazania mu Konstantynopola. Narada ta okazała się decydującym punktem w dziejach czwartej krucjaty, ponieważ doprowadziła do ostatecznego zwichrowania jej kierunku - przeciw Bizancjum zamiast przeciw muzułmanom. Do dziś jest sporne, czy, w jakim stopniu i przez kogo decyzja krzyżowców była manipulowana. Posądza się o to Wenecję, papiestwo, a nawet króla niemieckiego, realizujących swoje interesy rękami krzyżowców. Skutkiem tej decyzji było między innymi to, że szeregi zasadniczej części wojska krzyżowego zaczęły stopniowo topnieć, gdyż przeciwnicy awantury konstantynopolitańskiej korzystali z każdej sposobności, by na własną rękę podążać do Palestyny.
Na początku kwietnia 1203 roku Wenecjanie zniszczyli umocnienia Zary, po czym 7 kwietnia (Wielkanoc) flota krzyżowa wyruszyła do Konstantynopola. Pierwszym przystankiem była wyspa Korfu na Morzu Jońskim. Podczas pobytu na Korfu omal nie doszło do rozłamu w wojskach krzyżowych - okazało się, że znaczna część żołnierzy i dowódców jest przeciwna atakowi na Konstantynopol i chce płynąć bezpośrednio do Palestyny. Po przybyciu na Korfu Aleksego Angelosa rozpoczęły się negocjacje między wodzem krucjaty a rozłamowcami. Ostatecznie konflikt załagodzono - przeciwnicy ataku na Konstantynopol zobowiązali się pozostać w armii do końca września.

### Pierwsze zdobycie Konstantynopola
Flota krzyżowa opuściła Korfu 24 maja i dotarła do Bosforu 23 czerwca, a następnego dnia przedefilowała pod murami Konstantynopola. Wojsko krzyżowe wyładowało się na ląd w pobliżu Chalcedonu i założyło tam obóz. Tego samego dnia doszło do pierwszej potyczki z miejscowym oddziałem greckim oraz do wymiany listów z cesarzem Aleksym III Angelosem. Cesarz zażądał od krzyżowców, by opuścili tereny cesarstwa; w odpowiedzi krzyżowcy zażądali, by cesarz oddał tron Aleksemu IV Angelosowi.
Walki z Grekami rozpoczęły się 5 lipca - krzyżowcy wygrali pierwsze starcie, zmuszając wojska cesarskie do schronienia się za mury Konstantynopola. 6 lipca krzyżowcy opanowali Galatę, co stanowiło preludium do szturmu na właściwe miasto. Po trzech dniach odpoczynku, 10 lipca, okręty weneckie przerwały łańcuch zagradzający wejście do Złotego Rogu, a krzyżowcy przypuścili atak na mury miasta w rejonie zamku Blacherny. Murów broniła cesarska gwardia wareska, stawiająca zacięty opór; kolejne szturmy kończyły się niepowodzeniem. Dopiero 17 lipca wspólny szturm krzyżowców i Wenecjan doprowadził do wdarcia się do miasta i do załamania się greckiej obrony. Nocą z 17 na 18 lipca cesarz Aleksy III Angelos uciekł z miasta, pozostawiając je na łasce krzyżowców. Konstantynopol został zdobyty po raz pierwszy od czasów wzniesienia murów miejskich przez Teodozjusza Wielkiego ponad 800 lat wcześniej.
W zdobyciu Konstantynopola niewątpliwie pomogła krzyżowcom bierność jego mieszkańców - w innym przypadku wojska krzyżowe, wielokrotnie mniej liczne od oddziałów greckich, niezbyt dobrze wyposażone i mało zdyscyplinowane, nie byłyby w stanie doprowadzić oblężenia do końca. Jednak na Aleksym III zemściła się jego dotychczasowa polityka - mieszkańcy miasta uwolnili obalonego, więzionego dotychczas Izaaka II Angelosa i przywrócili mu władzę. W negocjacjach z przywódcami krucjaty 18 lipca Izaak II Angelos zgodził się na koronację swego syna Aleksego IV Angelosa na współcesarza, czego dopełniono 1 sierpnia 1203 roku.

### Drugie zdobycie Konstantynopola

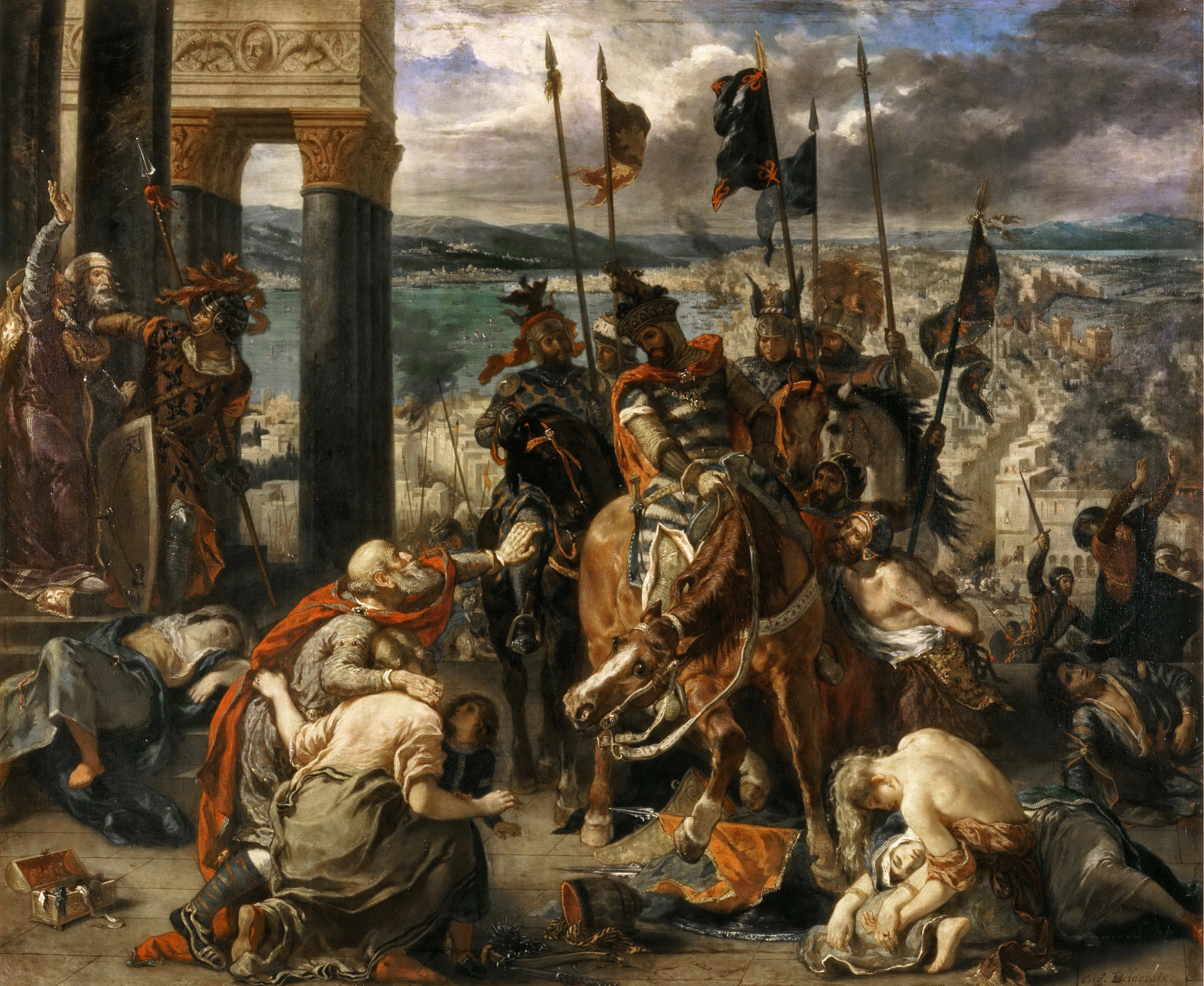
Wejście krzyżowców do Konstantynopola, mal. Eugène Delacroix

Krzyżowcy pozostali w obozie pod murami Konstantynopola, mając wolny wstęp do miasta. Znów podniosły się głosy, że skoro zobowiązania wobec Wenecji i Aleksego zostały spełnione, to najwyższy czas, zgodnie z celem krucjaty, skierować się do Palestyny. Jednakowoż pozostawała jeszcze kwestia wypłacenia krzyżowcom przez Aleksego obiecanych im kwot. Nowy cesarz zastał pusty skarb i praktycznie żadnych widoków jego zapełnienia w krótkim czasie, zaś krzyżowcy żądali zapłaty natychmiast. Ostatecznie Aleksy zapowiedział krzyżowcom i Wenecjanom, że nie zapłaci im w umówionym terminie, lecz w marcu 1204 roku oraz zaproponował, by do tego czasu pozostali w okolicach miasta. Mimo kolejnej fali wrzenia w szeregach krzyżowców na naradzie dowódców propozycja Aleksego została przyjęta.
Jednak cesarz nadal nie dotrzymywał swoich zobowiązań finansowych. Krzyżowcy, Wenecjanie i Grecy coraz bardziej tracili do siebie zaufanie, do czego przyczyniały się starcia między łacinnikami a mieszkańcami miasta. W listopadzie cierpliwość krzyżowców się wyczerpała. Po kolejnej burzliwej naradzie przedstawiono cesarzowi ultimatum, żądając natychmiastowej zapłaty i grożąc rabunkiem miasta. Aleksy IV odmówił.
Z początkiem grudnia zaczęły się drobne starcia zbrojne. Grecy wypadami z miasta nękali krzyżowców, którzy ze swojej strony gotowali się do szturmu. Dwukrotnie Grecy próbowali podpalić flotę wenecką. Sytuacja przedstawiała się raczej beznadziejnie dla krzyżowców, ponieważ ich zapasy topniały w oczach, a liczebność wojska nieubłaganie się zmniejszała.
Z pomocą przyszli im jednak sami Bizantyjczycy. Zbierając srebro i złoto na zapłatę dla krzyżowców Aleksy IV utracił resztki poparcia wśród ludu i arystokracji Konstantynopola, które już wcześniej zraził do siebie prołacińską postawą. Wyłoniła się przeciw niemu opozycja pod wodzą Aleksego Dukasa zwanego Murzuflosem, szambelana dworu cesarskiego, który 7 stycznia 1204 roku zjawił się w Konstantynopolu, by pomóc w walce przeciw łacinnikom. Murzuflos przystąpił do zdecydowanych działań. 25 stycznia uwięził Aleksego IV Angelosa, 26 stycznia ogłosił się cesarzem, 2 lutego zgładził innego pretendenta do tronu - patrycjusza Mikołaja Kanabosa (okrzykniętego cesarzem przez lud 27 stycznia), wreszcie 8 lutego zamordował Aleksego IV Angelosa. Po naturalnej śmierci Izaaka II Angelosa (5 lutego) pozostał jedynym pretendentem do tronu i zdobył poparcie gwardii wareskiej - najważniejszej bizantyjskiej siły militarnej.

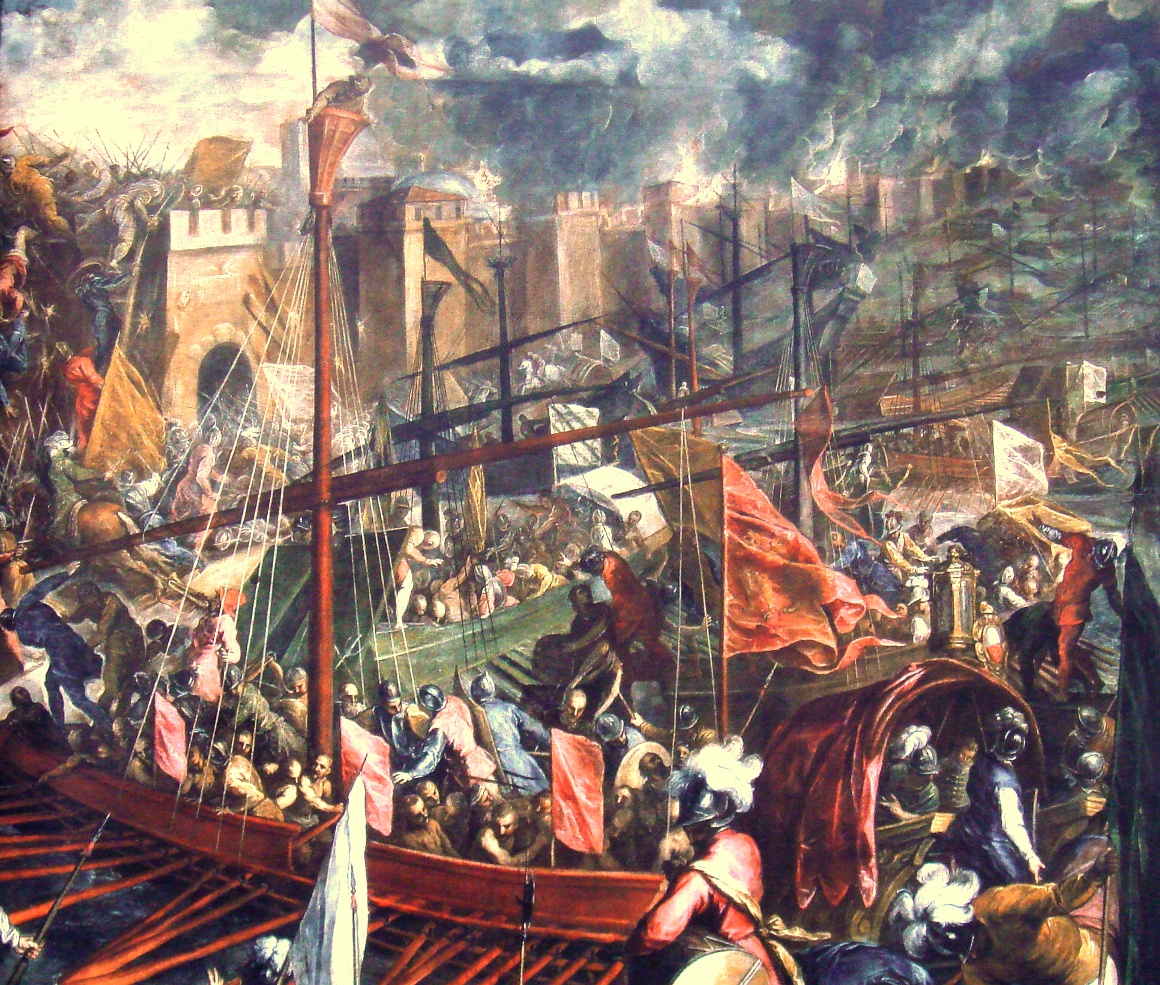
Zdobycie Konstantynopola, mal. Jacopo Palma il Giovane

Aleksy Dukas V Murzuflos konsekwentnie odmówił żądaniom krzyżowców, wobec czego na początku lutego walki rozgorzały na nowo. Poza motywem pieniężnym po stronie krzyżowców zagrał motyw ambicjonalny - łacinnicy poczuli się oszukani. Szeregowemu rycerstwu wojnę z Bizancjum przedstawiono jako wojnę przeciwko królobójcy Murzuflosowi. Wojsko krzyżowe było nieliczne, ale dobrze wyćwiczone po dwóch latach walk i pewne swoich racji. 10 marca rozpoczęto przygotowania do szturmu. Ze swojej strony Bizantyjczycy przygotowywali się do obrony, ściągając wojsko z prowincji i naprawiając mury, jednak brak im było ducha walki.
Pierwszy szturm nastąpił w piątek 9 kwietnia 1204 roku i po całodziennej walce skończył się niepowodzeniem. Następny szturm krzyżowcy przypuścili 12 kwietnia. W jego wyniku, po przełamaniu obrony na murach, hufiec Hugona z Saint-Pol i Piotra z Amiens wdarł się do miasta i zmusił Murzuflosa do ucieczki. Obrona się załamała i krzyżowcy wdarli się do miasta. Nastąpiła rzeź mieszkańców, która trwała do zmroku. Wieczorem większość krzyżowców wycofała się poza miasto. Nocą Aleksy Murzuflos uciekł z miasta, uciekli również pozostali pretendenci do tronu z rodzin Dukasów, Laskarysów i Angelosów. Rano gwardia wareska złożyła hołd Bonifacemu z Montferrat, uważając go za zdobywcę tronu. Od 14 do 16 kwietnia trwało plądrowanie miasta, z którego zrabowano niesłychane ilości złota i srebra - przy okazji niszcząc je bezprzykładnie. Samo plądrowanie miasta przez zdobywców było podówczas rzeczą normalną, dozwoloną prawem wojennym, lecz jego skala wykraczała poza spotykane przykłady. Po tym zdarzeniu bogate i potężne niegdyś miasto już nigdy nie podniosło się ze zniszczeń. Krzyżowcy wywieźli z niego wielką ilość relikwii.
Przyjmuje się, że na tym kończą się dzieje IV krucjaty. Dalsze zdarzenia należą już do historii Cesarstwa Łacińskiego.

## Skutki

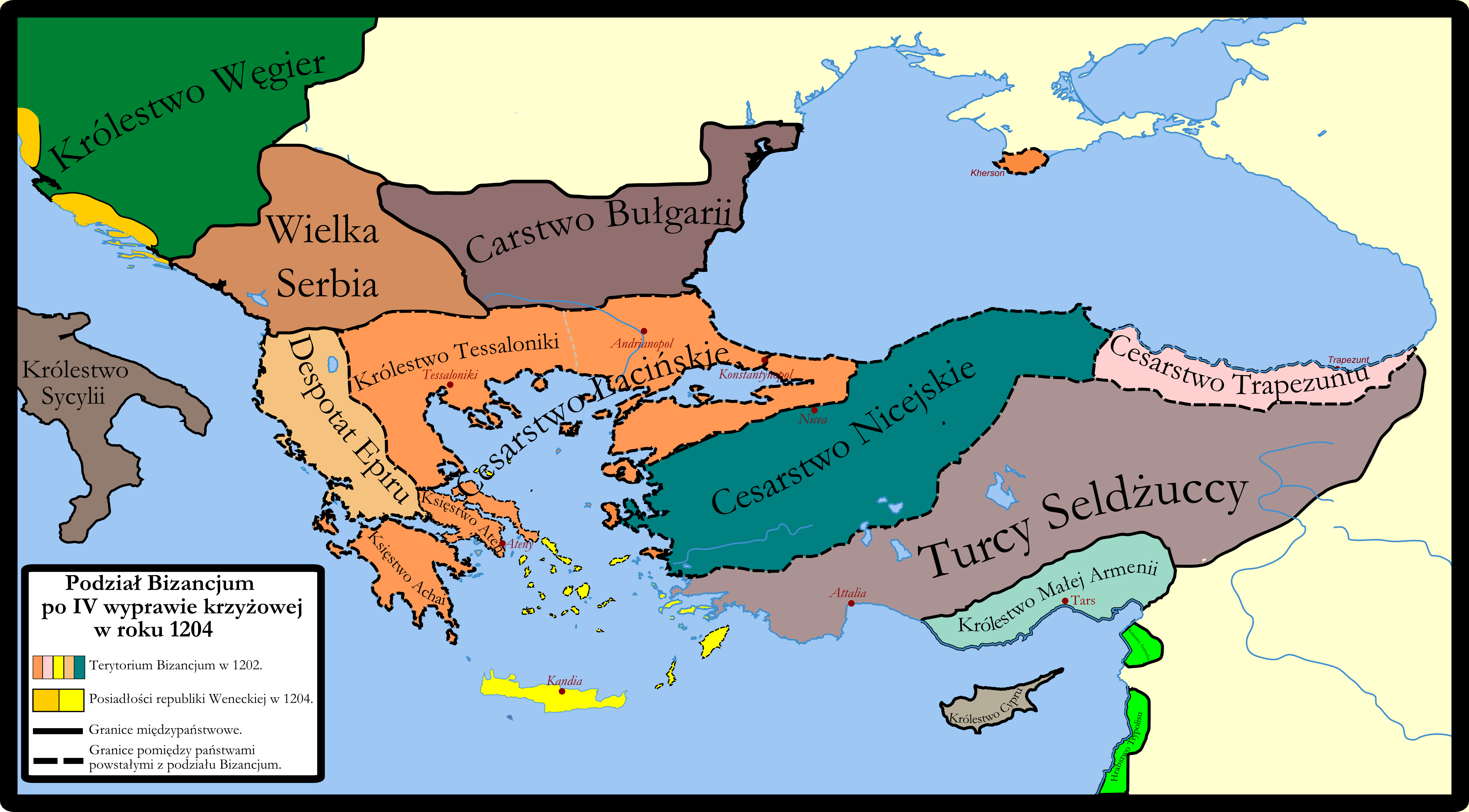
Mapa ukazuje rozdrobnienie cesarstwa po IV wyprawie krzyżowej

Bezpośrednim skutkiem IV krucjaty było powstanie w Konstantynopolu Cesarstwa Łacińskiego, a w europejskiej części byłego Cesarstwa Bizantyjskiego - innych państw łacińskich. Dalszym skutkiem było wzmocnienie pozycji Wenecji, która na dłuższy czas wyrugowała Pizę i Genuę z handlu z Konstantynopolem. Należy także mieć na uwadze, że skoro IV krucjata nie trafiła do miejsca przeznaczenia - Palestyny, to tamtejsze państwa łacińskie nie otrzymały niezbędnej pomocy, co z pewnością skróciło ich żywot.
Za dalekosiężny skutek IV wyprawy krzyżowej (wraz z Cesarstwem Łacińskim i wymuszoną unią kościelną) uważa się pogłębienie rozłamu między chrześcijańskim Wschodem a Zachodem. Dotychczasowa niechęć przerodziła się w nienawiść i rozszerzyła swój zasięg z plebsu Cesarstwa Bizantyjskiego na bizantyjską hierarchię duchowną. Wojny Bizantyjczyków z Cesarstwem Łacińskim z pewnością doprowadziły do osłabienia Bizancjum i przyspieszyły jego późniejszy upadek pod ciosami Turków osmańskich.

## Oceny
Po 800 latach IV krucjata pozostaje jednym z najbardziej kontrowersyjnych wydarzeń historycznych świata. Rozminięcie się skutków wyprawy - rozbicia Bizancjum - z jej zakładanymi celami - pomocą dla łacińskiej Palestyny - nie zdarzyło się żadnej innej krucjacie. Nie jest jasne, czy taki tok wydarzeń był przypadkowy, czy też były jakieś zakulisowe czynniki nim sterujące - tutaj często wskazuje się na Wenecję, która niewątpliwie była największym doraźnym beneficjentem opanowania Konstantynopola. Brak jednak dowodów, by polityka Wenecji - niewątpliwie bardzo zręczna - rzeczywiście była tak diaboliczna, by od samego początku prowadzić krzyżowców do walki z Bizancjum.
Oceny IV krucjaty są najczęściej negatywne. Przykład tej wyprawy stał się jednym ze sztandarowych argumentów o wrogości łacinników (w domyśle: papiestwa) wobec cerkwi prawosławnej.

## Polska bibliografia
- Michael Angold: Cesarstwo bizantyńskie 1025-1204: Historia polityczna. przeł. W. Brodzki. Kraków: 1993, s. 318-331.
- Michael Angold: Czwarta krucjata. przeł. Beata Spieralska. Warszawa: Wydawnictwo Bellona, 2006. ISBN 83-11-10558-8. Brak numerów stron w książce
- Tadeusz Manteuffel: Historia powszechna: Średniowiecze. Warszawa: Państwowe Wydawnictwo Naukowe, 1978, s. 242-244.
- Steven Runciman: A History of the Crusades. T. III: The Kingdom of Acre and the later Crusades. London: The Folio Society, 1994, s. 91-111.
- Geoffroy de Villehardouin: Zdobycie Konstantynopola. z języka starofrancuskiego przetłumaczył, wstępem i komentarzem opatrzył Zdzisław Pentek. Poznań: 2003. Brak numerów stron w książce
- William Weir: The Blind Leading the Blind: Constantinople 1205. W: Fatal Victories. Hamden, CT: Archon Books, 1993. ISBN 0-208-02361-5. Brak numerów stron w książce
- Robert Browning, Cesarstwo Bizantyńskie, przeł. Grzegorz Żurek, Warszawa 1997, s.173-175, 205-206.
- Małgorzata Dąbrowska, hasła [w:] Encyklopedia kultury bizantyńskiej, red. Oktawiusz Jurewicz, Warszawa 2002: Aleksy III Angelos, s. 15-16, Aleksy IV Angelos, s. 16, Aleksy V Dukas Murzuflos, s. 16-17, Ateńskie Księstwo, s. 57-58, Baldwin I, s. 64, Bonifacy z Montferratu, s. 105, Godfryd I Villehardouin, s. 187-188, Łacińskie Cesarstwo, s. 316, Morea, s. 358-359, Nikejskie Cesarstwo, s. 374, Otto de la Roche, s. 384, Tesaloniki Królestwo, s. 473.
- Miroslav Hroch, Věra Hrochová, W obronie Grobu Chrystusa. Krzyżowcy w Lewancie, przeł. Z. Dobrzyniecki, Warszawa 1992, s. 186-208.
- Bolesław Kumor, Cesarstwo Łacińskie [w:] Encyklopedia Katolicka, t. 3, pod red. R. Łukaszczyka, L. Bieńkowskiego, F. Gryglewicza, Lublin 1979, k.30-31.
- Georg Ostrogorski, Dzieje Bizancjum, przeł. pod red. Haliny Evert-Kappesowej, Warszawa: PWN 1967, s. 331-334, 338-342.
- Zdzisław Pentek, Geoffroy de Villehardouin. Rycerz i kronikarz IV czwartej wyprawy krzyżowej, Poznań 1996.
- Régine Pernoud, Kobieta w czasach wypraw krzyżowych, przeł. I. Badowska, Gdańsk: Marabut 1995, wyd. 2 – Gdańsk 1996, s. 144-153.
- Stanisław Rek, „Partitio terrarum Imperii Romanie” i markiz Bonifacy z Montferrat, "Balcanica Posnaniensia" 4 (1989), s. 69-78.
- Maria Składanek, Bogdan Składanek, Wyprawy krzyżowe, Warszawa 1968, s. 208-215.
- Nikołaj Sokołow, Narodziny weneckiego imperium kolonialnego, przeł. Z. Dobrzyniecki, Warszawa: PIW 1985, s.286-361.
- Józef Szwastek, Baldwin I [w:] Encyklopedia Katolicka, t.1, pod red. F. Gryglewicza, R. Łukaszczyka, Z. Sułowskiego, Lublin 1973, k. 1278.
- Wacław Szyszkowski, Wenecja. Dzieje republiki 726-1797, Toruń 1994, s. 82-92.